# Yến (họ người)
Yên (chữ Hán: 燕, bính âm : Yàn) là một họ của người Trung Quốc, họ này đứng thứ 324 trong Bách gia tính.

## Phân bố
Họ Yên ở Trung Hoa đại lục và Đài Loan là một họ ít phổ biến, chiếm 0,027% dân số người Hán xếp hạng số 324. Họ này phân bố khá rộng rãi ở Hồ Bắc, Tứ Xuyên, Giang Tây và các tỉnh khác, 3 tỉnh cùng chiếm 82% dân số có họ Yến.

## .Những người Trung Quốc họ Yến nổi tiếng
- Yến Thù nhà thơ thời Bắc Tống.
- Yến Cơ Đạo, con trai của Yến Thù cũng là nhà văn,nhà thơ.
- Yến Thanh, nhân vật hư cấu trong Thủy hử.
- Yến Thuận, thủ lĩnh núi Thanh Phong, nhân vật hư cấu trong Thủy hử.